# Mark Otten
Mark Otten (Nimega, 2 settembre 1985) è un ex calciatore olandese, di ruolo difensore.

## Caratteristiche tecniche
Difensore centrale, può giocare anche da mediano.

## Palmarès

### Club

#### Competizioni nazionali
- Coppa di Lega ungherese: 1

Ferencvaros: 2012-2013